# グロースドイッチュラント師団
グロースドイッチュラント師団（グロースドイッチュラントしだん、独: Division Großdeutschland、大ドイツ師団）は、第二次世界大戦におけるドイツ国防軍陸軍のエリート戦闘部隊。
装甲教導師団と共に（武装親衛隊を含む）他のすべての部隊より優先的に最良の装備を支給された。グロースドイッチュラント（GD）師団は、そのほとんどを東部戦線で活動し、1945年5月、ピラウ近郊で壊滅した。

## 部隊の創設と初期の歴史 - ベルリン衛兵連隊

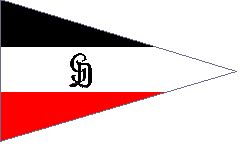
GD師団ペナント

ヴェルサイユ条約締結後、ヴァイマル共和国国防軍は総勢10万人以下に制限され、国内の退役軍人達はそれぞれの政治理念に基づき（たとえばドイツ義勇軍のような）民兵隊を結成した。共産主義者とファシストのグループは路上で争い、政権転覆の危険な兆候が見え始めていた。
そのような革命の危機に対応するため、1921年初頭、ベルリン衛兵連隊（Wachregiment Berlin）が創設された。衛兵連隊は、まだ創立間もない共和国を守備するほかパレードや首都の警備もその任務とした。衛兵連隊は長続きせず、同年6月に解散した。しかしまもなく衛兵隊司令部（Kommando der Wachtruppe）として再編成され、衛兵連隊時と同じ任務についた。1934年、部隊はベルリン衛兵隊（Wachtruppe Berlin）に改称され、1936年には司令部および管理中隊が加わり、8個中隊となった。 1937年6月、部隊は再び改称され、今度はベルリン衛兵連隊（Wachregiment Berlin）になり、補給中隊も戦闘序列に加わった。ベルリン衛兵連隊は国際会議や1936年のベルリンオリンピックなどで来訪した貴賓者の警護なども行った。
アドルフ・ヒトラーが自らのボディーガード隊を創設しようとしたとき、武装親衛隊とともに、ベルリン衛兵連隊からも人員を引き抜いた。このボディーガード隊は総統警護隊と呼ばれ、最終的に師団規模の総統警護師団（Führer-Begleit-Division）となった。

## 歩兵連隊グロースドイッチュラント - フランスおよび低地諸国
1939年第1週、衛兵連隊はヒトラーの命により歩兵連隊グロースドイッチュラント（Infanterie Regiment Großdeutschland）と改名された。部隊は恒久的な組織とされ、他の（各地域ごとに徴兵される）陸軍連隊とは異なり、全国から兵を徴募できた。1939年6月14日、部隊は正式に発足し、ウンター・デン・リンデン通りをパレードしてそのことを示した。
1939年9月、連隊は再編成されたが、「白の場合（Fall Weiß）作戦」（ポーランド侵攻）には参加しなかった。1940年5月、連隊はハインツ・グデーリアン指揮下の第19軍団に配属された。同軍団はエヴァルト・フォン・クライストの「クライスト装甲集団」に属し、「黄の場合（Fall Gelb）作戦」（低地諸国および北部フランス侵攻）に参加した。
連隊のうち1個大隊はヘルマン・ゲーリング元帥の要求によって進撃路の背後にあるベルギー南部ウィトリー（バストーニュ南方）に空輸されることになった。
作戦初日の5月10日、連隊の主力は第10装甲師団に付与され、ベルギー南部の要塞を側面から包囲するためルクセンブルクを通過する途上で敵と交戦した。その夜に連隊は軍団予備として抽出された。第19軍団はマース川を5月13日にセダン付近で越えた。第3大隊が遠く北部ベルギーの空挺攻撃に関わっている合間に、連隊主力は第1戦車師団と併進して渡河作戦を行った。6月14日から15日にかけて連隊は第10戦車師団と共に戦線を南に押し下げることに成功し、フランス軍の反撃を封じると共に橋頭堡を完全に確立した。グデーリアンは西への進撃を第1・第2戦車師団のみを伴って再開し、連隊は第10戦車師団と一時後続の第14軍団に移管され、橋頭堡を守った。やがて第29自動車化歩兵師団が加わり、グデーリアンの第19軍団とラインハルトの第41軍団の先鋒部隊（第6戦車師団）からなる突破部隊の南翼を守った。5月17日になると第10戦車師団と連隊は同地の守備を後続部隊に引継ぎ、5月17日には再び第19軍団の指揮下に入った。だが連隊は度々クライスト装甲集団の予備として抽出された。ストンヌ付近で連隊はフランス機甲部隊と激戦になり、彼らは善戦した。
連隊はダンケルクへ向けて北へ進軍したとき、アラスでイギリス軍の反撃を受けた。その後、再び第19軍団に配属され、新規に同軍団に配属されたSS歩兵連隊アドルフ・ヒトラーと共に第2戦車師団に付与され、ダンケルク包囲戦に参加した。その後、グデーリアンは新編成のグデーリアン戦車集団（第1戦車師団及び第2戦車師団と第29自動車化歩兵師団からなる第39軍団及び第41軍団が所属）と共に南東へ進してスイス国境へ向かい、連隊は第10戦車師団と共にクライスト装甲集団に所属して南西に進撃し、セーヌ川渡河攻撃の後、リヨンにいた時にフランスが降伏した。パリに立ち寄り戦勝パレードに参加した後、連隊は「アシカ作戦」の準備のために北フランスへ送られた。アシカ作戦中止が決定すると、次は「フェリックス作戦」（ジブラルタル侵攻計画）の準備のため南フランスへ送られた。

## ユーゴスラビア - バルバロッサ作戦
フェリックス作戦が中止になった後、グロースドイッチュラントはその時進行中だったユーゴスラビア侵攻に加わるため、ルーマニアに移動した。本作戦で連隊の任務の大部分は、崩壊したユーゴスラビア軍を追撃することだった。第1大隊はベオグラード占領の役目を担い、その後、連隊は「バルバロッサ作戦」の準備のためにポーランドへ戻った。
ソビエト侵攻のため、連隊はフェードア・フォン・ボックの中央軍集団麾下、第2装甲集団(グデーリアン指揮)所属の第46軍団(自動車化)に配属された。6月22日バルバロッサ作戦が発動したが、第46軍団は第2装甲集団の予備として後方に待機し25日に前進を開始した。連隊は27日深夜にブレスト-リトフスクの北で国境のブーク川を越え、30日に第2装甲集団直轄となりミンスクの西で包囲したソ連軍の脱出を阻止するためバラノヴィチ北東部に展開し防御行動を遂行した。
7月3日、連隊は前進命令を受け移動、第10装甲師団(第46軍団)の指揮下に入り11日にシクロフの南でドニエプル川を渡り橋頭堡を確保、後続が到着する16日までモギレフ包囲の一翼を担った。17日に命令を受け前進し21日からロスラヴリからのスモレンスク救援のソ連カチャロフ集団の部隊を阻止するためヴァシコヴォ(Васьково)の南に防御線を構築し交戦、27日第18装甲師団と交替しエリニャに移動、30日にエリニャの北に展開した。
8月6日、休養と再編成のため第15歩兵師団と交替しヴァシコヴォに移動したが9日スモレンスク東のプリドネプロヴスカヤ(Приднепровская)に送られ警戒任務に就いた。19日第263歩兵師団と交替し再度ヴァシコヴォ地区に移動し休養に入った。25日に連隊最初の騎士十字章を第4中隊長ヘナート中尉が受勲した。30日夜第2装甲集団の側面防護の命令を受け南へ移動を開始した。
9月2日、ノヴゴロド-セヴェルスキでデスナ川を渡り第4装甲師団と替わって橋頭堡を保持、4日夜に第17装甲師団と交替し第24軍団(自動車化)の左側面警戒と補給路保持のため南へ移動、7日フルヒフを占領した。
前進を続け、11日にプティヴリを制圧しプティヴリ南でセイム川を渡り橋頭堡を構築、14日ジェイロヴカ(Жиловка)を落としコノトプ東部のセイム川南部のソ連軍を包囲するため西に変針、17日スヴィエチキノ(Свечкино)を占領、東に移動し20日ヂャキヴカ(Дякiвка)、22日クリモヴカの分岐駅に到達した。
その後、連隊は第46軍団から第2装甲集団直轄となりプティヴリ〜ヂャキヴカ〜バダコフ駅〜ヴィル(Вир)川の防御線を保持することになった。
10月3日、第16自動車化歩兵師団(第48軍団(自動車化))と交替しロスラヴリに移動したが11日ヒトラーの命令でブリャンスク北東部で包囲したソ連軍の脱出阻止のためロスラヴリからカラチェフに前進、第18装甲師団(第47軍団(自動車化))の指揮下に入りカラチェフ北部の森に展開し交戦、14日にヘナート中尉が戦死した。17日から歩兵師団と交替しオリョールに移動、そこで数日間休養が与えられた。
24日第24軍団のムツェンスク北東の高地帯への攻撃参加のためオリョールから移動、第4歩兵旅団(4.Schützen-Brigade)の指揮下に入り228.1高地を占領、25日第3装甲師団と共にチェルニを突破、26日プラヴスク近郊に到達、29日第5戦車旅団(5.Panzer-Brigade)に配属されトゥーラ占領を目指し攻撃を開始したが失敗、連隊は31日から11月末までトゥーラ郊外で防御に転換した。
12月2日のトゥーラ攻撃のため連隊はヴェニョーフの南に移動し第1大隊は第3装甲師団に配属された。2日ドゥプキを通過しドロフェエヴォに向け前進、3日コロデスノエ(Колодезное)に到達し第17中隊が警戒に残り第2、第3大隊は第3歩兵連隊(Schützen-Regiment 3)と交替するため前進した。4日深夜コロデスノエを襲撃され第5大隊本部と第17中隊の大隊長フォン・レントクツェ少佐を含む兵士多数が殺され、突撃砲1輌他多数の装備を失った。
ソ連軍の反抗が開始され7日連隊はトゥーラの南東に後退を始め、21日ボルホフ地区に移動しボルホフ北のオカ川戦線で3個歩兵師団を支援し防御戦を行った。
ソ連軍の冬季攻勢で連隊は非常に大きな損耗を被り、2月1日損害の大きかった第2大隊は解散させられ、生存者は他の大隊に振り分けられた。19日には、2個歩兵大隊が1個大隊に改編された。9ヶ月以上に渡る激戦の後、連隊は補充を受けるため後方へ移動した。解散させられた大隊を再生し、連隊は数週間の休暇を与えられた。

## 歩兵師団グロースドイッチュラント 1942年
オリョール近郊で補充と再装備を受けた連隊は再編成と増強をうけ、自動車化歩兵師団グロースドイッチュラント（Infanterie-Division Großdeutschland）となった。既存の連隊はグロースドイッチュラント第1歩兵連隊となり、新たにグロースドイッチュラント第2歩兵連隊、オートバイ狙撃兵大隊GDが加わった。その他、第100戦車連隊第1大隊を基幹として戦車大隊GD、第192突撃砲大隊を基幹として突撃砲大隊GD、第643戦車駆逐大隊を基幹として戦車駆逐大隊GD、第622砲兵連隊本部・第400砲兵大隊・第109砲兵連隊第1大隊・第646砲兵大隊から砲兵連隊GDが編成され、第285陸軍対空砲大隊が対空砲大隊GD、第43突撃工兵大隊が工兵大隊GDとして、それぞれ師団に編入された。
再編成後、師団は「青の場合（Fall Blau）作戦」において第48装甲軍団所属となり、スターリングラード攻防戦に投入された。師団はドン川渡河およびヴォロネジ占領の役目を担った。8月、師団はドネツ川北岸に後退し、機動予備および反撃部隊として置かれた。赤軍の「マーズ作戦」（ソ連軍のルジェフ（Rzhev）突出部攻撃作戦）により、師団はルジェフ近郊で激しい雪中戦を繰り広げた。

### ハリコフ
ルジェフ戦後、1943年1月23日までにハリコフ地区に送られた。グロースドイッチュラントと第48装甲軍団は、第2SS装甲軍団のSS装甲擲弾兵師団LSSAH、SS装甲擲弾兵師団ダス・ライヒ、SS装甲擲弾兵師団トーテンコプフとともに第三次ハリコフ攻防戦に参加した。
この間に戦車連隊が編成され、戦闘に投入された。この時、ティーガーI戦車1個中隊が配備されている。通常、装甲師団がティーガー戦車を持つことはなく、また武装SS師団以外で唯一ティーガー戦車が配備された師団だった（通常ティーガー戦車は独立重戦車大隊に配備される）。
ハリコフ戦終了後、師団は補充のために後方へ下がった。

## 装甲擲弾兵師団グロースドイッチュラント

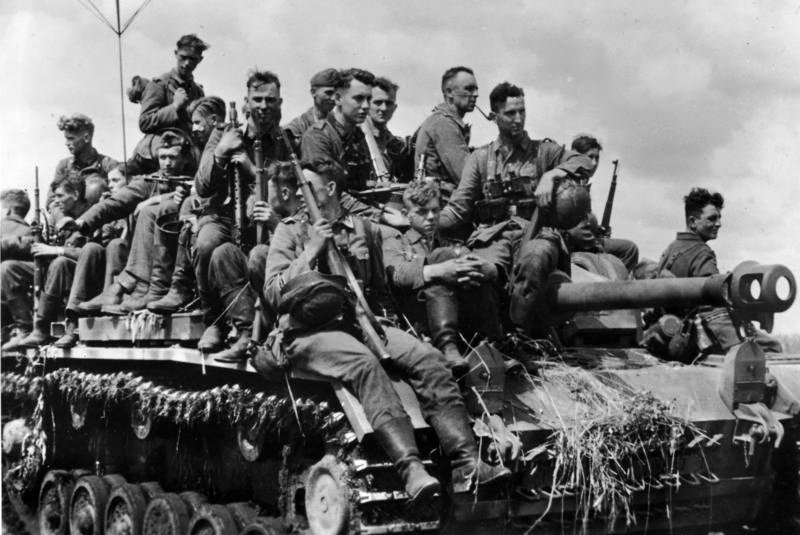
1943年、クルスクでのGD師団

1943年6月、装甲兵員輸送車およびティーガー戦車の配備を受けて、師団は装甲擲弾兵師団グロースドイッチュラントとなった。この時、完全装備の装甲師団より多くの装甲車両が配備されていた。

### クルスク
新しく再装備された師団はヘルマン・ホトの第4装甲軍に配属され、SS装甲軍団とともにクルスクの敵突出部を分断するチタデレ作戦の主力をつとめた。作戦期間中、新型のパンターD型戦車で編制されたフォン・ラオハート戦車連隊がグロースドイッチュラントの作戦統制下に置かれた。
作戦開始後、師団はクルスク突出部の南側面から突入、激戦となった。新型のパンター戦車は戦闘に入る前に多くの車両がエンジンの発火や停止など技術的な問題に悩まされた。師団は1943年7月18日にトマロフカ(Tomarovka)に撤退するまで戦った。

### 防衛戦
クルスク攻撃が中止となった後、師団に第51戦車大隊（パンター）がGD戦車連隊に配属、中央軍集団に送られてカラチョフ周辺で激戦を繰り広げた。8月3日、ソ連軍はルミヤンツェフ作戦を開始、師団は南方軍集団に戻された。GD戦車連隊第3大隊として編成されたティーガー大隊が合流し、アフトゥイルカで防御戦闘を行う。
9月15日、ドニエプル川への撤退命令が出され、グロースドイッチュラントは後衛を任命された。GD戦車連隊第1大隊はパンターで刷新するためフランスのブールジュへ列車輸送された。彼らは44年11月まで師団に復帰することはなかった。師団は遅滞行動を展開し、クレメンチュークでドニエプル川を渡った。10月以降、ミチューリン・ログ近郊、クリヴォイ・ログ東部と強力な敵部隊と戦いながら年を終えた。この期間、師団は“火消し部隊”（"die Feuerwehr"）と呼ばれた。

## 1944年

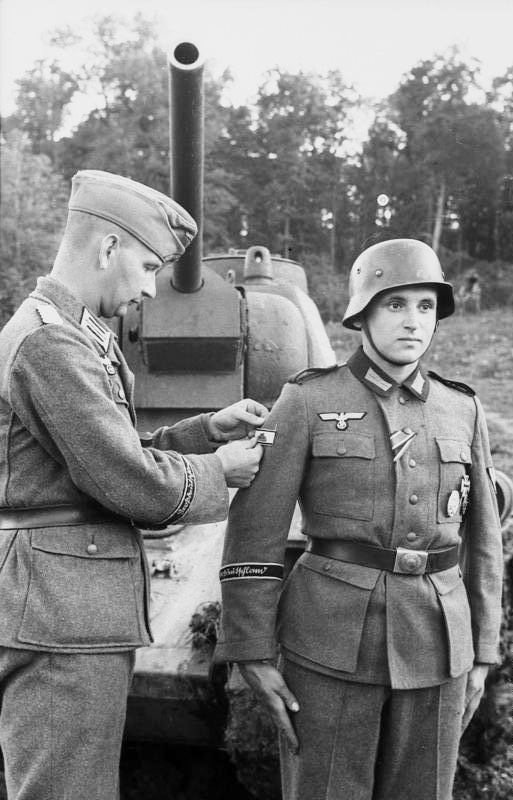
1944年5月、戦車を破壊した功績を称えられ、戦車撃破章を贈られる兵

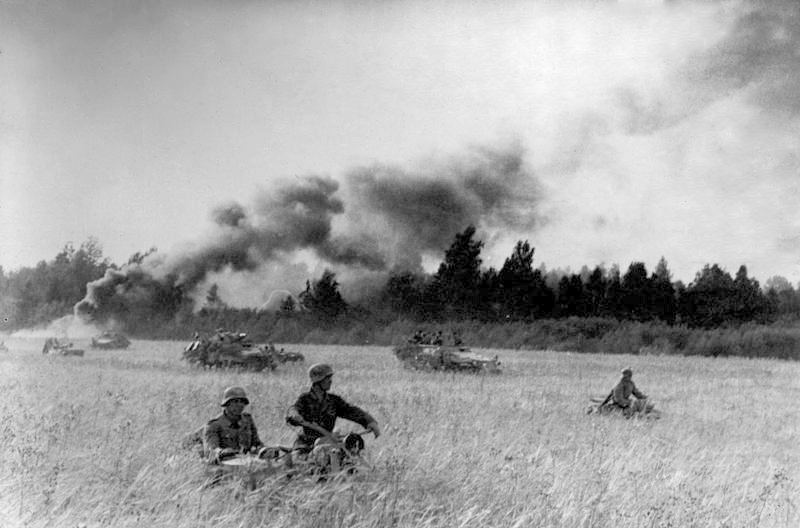
1944年8月、東部戦線でのGD師団

1944年1月初め、グロースドイッチュラントはクリヴォイ・ログ地区からキロヴォグラートへ移動した。第26戦車連隊第1大隊（パンター）が第51戦車大隊に替わって配属された。1月下旬、GD戦車連隊第9中隊（ティーガー）がチェルカースィ包囲戦に関わった。
3月4日、第2および第3ウクライナ方面軍による南方軍集団の中央および南側面に対する大規模な攻勢が始まった。キロヴォグラート南西のグロースドイッチュラントはロヴノイェへ後退した。3月16日、師団は撤退を開始し、3月の終わりにはドニエストル川を越えルーマニアに入った。
4月、グロースドイッチュラントは第57装甲軍団に配属された。ヤシ近郊で防衛戦を行い、徐々にモルダヴィアのトゥルグ・フルモス（Târgu Frumos）へ後退、ここで1ヶ月以上激戦を続けた。5月2日、ソ連軍の新たな攻勢が始まった。これはグロースドイッチュラント師団を突破し、ルーマニア油田へ進出しようとしたものだった。ここで行われたトゥルグ・フルモスの戦いにおけるグロースドイッチュラントの防御戦闘は冷戦時代、NATOでさまざまな研究が行われた。
5月下旬、トゥルグ・フルモス戦の後、平穏な日が数日訪れ陣地の改善、再編成と休息に利用された。軽歩兵連隊第1大隊がSd Kfz 251を装備するため帰国し、軽歩兵連隊は4個大隊から3個大隊へ縮小され、捜索大隊に装甲車両が配備された。6月初め、ヤシに新たな攻勢の徴候があり師団はPodul Iloaiei地区での作戦に投入された。作戦終了後、バカウ地区に移動し7月下旬まで休養。この間に軽歩兵連隊第1大隊が戻った。
7月下旬から師団は東プロイセンに移動し、8月初め、ヴィルカヴィシュキス奪還作戦に投入されその後バルト三国を転戦した。9月初め、GD戦車連隊第2大隊が再編成のため東プロイセンに送られた。大隊は後に総統護衛旅団に配属され師団に戻らなかった。10月から11月下旬まで師団はメーメル橋頭堡で防御戦を行う。一連の戦闘で兵および装備に多大な損耗を被った。
11月末からグロースドイッチュラント師団は崩壊しつつあったメーメル橋頭堡からフェリーで東プロイセンに戻されOKH予備となり、「44年型戦車師団編制（Gliederung der Panzerdivision 44）」に従って再編成するよう命令された。

## 装甲軍団グロースドイッチュラント
1944年12月14日、グロースドイッチュラント師団と、その戦歴の中でグロースドイッチュラントと深い関係を持つブランデンブルク師団の2個師団を指揮する為、装甲軍団グロースドイッチュラント（Panzerkorps Großdeutschland）が編成された。
12月13日、グロースドイッチュラント師団から突撃砲旅団がブランデンブルク戦車連隊第2大隊に編入され、12月20日には擲弾兵連隊第3大隊、軽歩兵連隊第1大隊、戦車連隊第3大隊（ティーガー）、砲兵連隊第4大隊が軍団直轄部隊となり転出した。
1945年1月12日、ロシア軍の攻勢が始まり、ラステンブルク地区に居た師団はプシャスニシ南部での反撃命令を受け移動、第302戦車大隊(Fkl)がGD戦車連隊に配属され、第7装甲軍団の指揮下で戦う。一方、総統命令により装甲軍団グロースドイッチュラント司令部とブランデンブルク師団はウッチ地区に移動した。26日、グロースドイッチュラント師団は戦線を離脱しケーニヒスベルクに向け移動、降下装甲軍団ヘルマン・ゲーリングの指揮下に入り、30日、ケーニヒスベルク南西のブランデンブルク周辺に展開した。
3月23日、激しい防御戦闘の末、バルガ半島に押しやられ、29日に海軍上陸用舟艇により脱出した。グロースドイッチュラント師団は人員が4,000名前後まで減少していた。
4月、師団はザームラントへ渡り戦闘を続行。4月25日、師団はピラウ周辺の戦闘で完全に壊滅した。数少ない残余のうち数百名はシュレースヴィヒ＝ホルシュタインまで海路撤退し、イギリス軍に投降した。多くの兵士は置き去りにされ、ソ連軍への投降を余儀なくされた。彼らはいつともしれない間、たびたび死の危険に直面しながらソ連の強制労働収容所（グラグ）で働かされることになった。
1945年初頭、グロースドイッチュラントの一部から装甲擲弾兵師団クーアマーク（Panzergrenadier Division Kurmark）を創設し、戦争の最後の一ヶ月を戦い続けた。ブランデンブルクおよびクーアマークの部隊兵はグロースドイッチュラントの部隊章を身につけていた。

## グロースドイッチュラント 部隊章

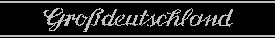
グロースドイッチュラント師団のカフタイトル（袖章）

肩章

彼らはエリート部隊の証として、独自の部隊章を用いていた。師団名の頭文字から採った“GD”の組文字の肩章用モノグラムに加え、師団名を銘した（武装SSに与えられるタイプと似たスタイルの）カフタイトルが配られた。この袖章は初期型と後期型が存在し、1939年に制定された初期型はフラクトゥールと呼ばれる書体で書かれた緑地のもので、1940年に制定された後期型はジュッターリン体と呼ばれる書体で書かれた黒地のものだった(画像参照)。訓練を終了したすべての師団要員がこの袖章をつける事を許され、親衛隊が袖章を左袖につけた事から、陸軍部隊であることを示すためグロースドイッチュラントでは右袖の袖口から15cmの場所に袖章を着けた。ただし当時の写真を見る限り必ずしも位置は正確に守られていたわけではなかった。

### 軍装

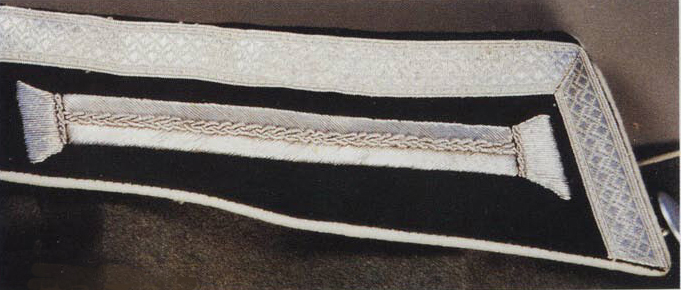
下士官の襟章

1939年6月、ドイツ国防軍は、最も名誉ある部隊であるグロースドイッチュラント歩兵連隊に新しい制服を導入することで、旧陸軍の伝統との絆を新たにしたいと考えた。グロースドイッチュラント歩兵連隊の新しい制服は、細長い襟章と、下士官には 1つのリッツェンシュピーゲル、兵卒にはリッツェを二つ合わせたものがドッペルリッツェン（Doppellitzen）が付いていました。これは帝政時代の礼装を意識して作られた。この新しい制服は報道陣に公開されたが、第二次世界大戦の勃発により部隊には支給されず、倉庫に保管され、隊員達が着用することは無かった。

## 戦闘序列
装甲擲弾兵師団グロースドイッチュラント 1943年9月
- 師団司令部および司令部付き中隊
- 憲兵隊（Feldgendarmerie）- 小隊規模
- 報道隊（Kriegsberichter）- 小隊規模[2]
- GD 装甲擲弾兵連隊（Panzergrenadier-Regiment “Großdeutschland”）
- GD 装甲軽歩兵連隊（Panzerfüsilier-Regiment “Großdeutschland”）[3]
- GD 戦車連隊（Panzer-Regiment “Großdeutschland”）
- GD 装甲砲兵連隊（Panzer-Artillerie-Regiment “Großdeutschland”）
- GD 装甲捜索大隊（Panzer-Aufklärungs-Abteilung “Großdeutschland”）
- GD 戦車猟兵大隊（Panzerjäger-Abteilung “Großdeutschland”）
- GD 陸軍対空砲大隊（Heeres-Flakartillerie-Abteilung “Großdeutschland”）
- GD 突撃工兵大隊（Sturmpionier-Bataillon “Großdeutschland”）
- GD 突撃砲大隊（Sturmgeschütz Battalion “Großdeutschland”）
- GD 通信大隊（Nachrichten-Abteilung “Großdeutschland”）
- 衛生大隊
- 補給部隊

## 歴代師団長
| 歩兵師団 GD （1942年4月1日 - 1943年6月1日） 装甲擲弾兵師団 GD （1943年7月 - 1945年8月） | 歩兵師団 GD （1942年4月1日 - 1943年6月1日） 装甲擲弾兵師団 GD （1943年7月 - 1945年8月） |
| --------------------------------------------------------------------------------------- | --------------------------------------------------------------------------------------- |
| ヴァルター・ヘルンライン（Walter Hoernlein）少将（後 中将）                             | 1942年4月1日 - 1944年1月27日                                                            |
| ヘルマン・バルク装甲兵科大将（臨時）                                                    | 1943年4月3日 - 1943年6月30日                                                            |
| ハッソ・フォン・マントイフェル大将                                                      | 1944年1月27日 - 1944年9月1日                                                            |
| カール・ロレンツ（Karl Lorenz）大佐                                                     | 1944年9月1日 - 1945年5月                                                                |

## 戦争犯罪
Hamburg Institute for Social Research編　German Army and Genocide　（ISBN 1565845250）の中で、ユーゴスラビア侵攻時に起こった事件について言及されている。
写真の一部が本書に掲載されており、GDの腕章をつけた士官が鮮明に写っている。ヘルムート・シュペーターによる公式のGD師団史には、ベオグラードにおいて「一般市民の集団略奪を止めるため、時折極めて厳しい措置をとる必要があった。」とだけ述べている。この4月21日のパンチェボでの事件は直接審議されたことはないにもかかわらず、ユーゴスラビアで行われた“治安維持任務”として数多く取り上げられている。
グロースドイッチュラントの戦争犯罪共謀関係について、オマー・バルトフ著　The Eastern Front, 1941-45, German Troops, and the Barbarization of Warfare(1986, ISBN 0-312-22486-9) で述べられているが、グロースドイッチュラントと残虐行為の関連性に関しては十分に解明されていない。

### 出版物
- Jung, Hans Joachim (c1990s). The History of Panzerregiment "Grossdeutschland" (English Translation). Winnipeg, Canada: J.J. Fedorowicz. ISBN 0921991517
- de Lannoy, François and Jean-Claude Perrigault. La division Grossdeutschland ("The Grossdeutschland Division from Regiment to Panzerkorps 1939-1945") French edition, Editions Heimdal
- Lee, Cyrus A. (1993). Soldat: The World War Two German Army Combat Uniform Collector's Guide (Volume V: Uniforms and Insignia of Panzerkorps Grossdeutschland 1939-1945). Missoula, MT: Pictorial Histories Publishing Company. ISBN 0929521765
- Lucas, James (1978). Germany's Elite Panzer Force: Grossdeutschland. London: MacDonald's and Jane's. ISBN 0354011650
- McGuirl, Thomas & Remy Spezzano (1997). God, Honor, Fatherland: A photo history of Panzergrenadier Division "Grossdeutschland" on the Eastern Front. 1942 - 1944. Southbury (Connecticut, USA). ISBN 0965758400
  - 邦訳: トーマス・マクギール、レミー・スペツァーノ『“グロースドイッチュランド”師団写真史—東部戦線におけるGD機甲擲弾兵師団1942‐1944』岡崎 淳子、富岡 吉勝、大日本絵画、1999年。ISBN 978-4499226974。
- Novotny, Alfred (2002). THE GOOD SOLDIER: FROM AUSTRIAN SOCIAL DEMOCRACY TO COMMUNIST CAPTIVITY WITH A SOLDIER OF PANZER-GRENADIER DIVISION "GROSSDEUTSCHLAND". The Aberjona Press. ISBN 0966638999
- Quarrie, Bruce (1977 (US 1978)). Panzer-Grenadier Division "Grossdeutschland". VANGUARD series book. London, UK (Warren, MI.): Osprey Publishing Group, (US version Squadron/Signal Publications). ISBN 0850450551
- Scheibert, Horst (Bruce Culver Editor) (1987). Panzer Grenadier Division Grossdeutschland. Carrollton, TX: English version by Squadron Signal Publications. ISBN 0897470613
- Sharpe, Michael and Brian L. Davis (2001). GROSSDEUTSCHLAND: Guderian's Eastern Front Elite. Compendium Publishing Ltd.. ISBN 0-7110-2854-0
- Solarz, Jacek (2005). Division/Korps "Großdeutschland" 1943-1945 Vol. I and II. Warsaw: Wydawnictwo "Militaria". ISBN 8372192375
- Spaeter, Helmut (c1990s). The History of the Panzerkorps Grossdeutschland Vol I-III (English Translation). Winnipeg, Canada: J.J. Fedorowicz. ISBN 0921991509
- Spaeter, Helmut (1990). Panzerkorps Grossdeutschland: A Pictorial History (English Translation). USA: Schiffer Books. ISBN 0887402453

### Webリソース
- Dorosh, Michael. Grossdeutschland for Combat Mission. Retrieved April 8, 2005.
- Pipes, Jason. "Panzergrenadier-Division Großdeutschland". Retrieved April 8, 2005.
- "Panzergrenadier Division Großdeutschland". German language article at www.lexikon-der-wehrmacht.de. (Follow links for Infanterie Division Großdeutschland (mot).) Retrieved April 8, 2005.
- Brandenburg Historica (2006). "Grossdeutschland: Von der Wachtruppe zum Panzerkorps". Updated May 8, 2006.
- Wendel, Marcus (2005). "Panzergrenadier Division Großdeutschland". Retrieved April 8, 2005.